# Rillieux-la-Pape
Rillieux-la-Pape – miejscowość i gmina we Francji, w regionie Owernia-Rodan-Alpy, w departamencie Rodan.
Według danych na rok 1990 gminę zamieszkiwało 30 791 osób, a gęstość zaludnienia wynosiła 2126 osób/km² (wśród 2880 gmin regionu Rodan-Alpy Rillieux-la-Pape plasuje się na 19. miejscu pod względem liczby ludności, natomiast pod względem powierzchni na miejscu 808.).

## Miasta partnerskie
- Łęczyca[1]